# Тети Неироти (Торино)
Тети Неироти је насеље у Италији у округу Торино, региону Пијемонт.
Према процени из 2011. у насељу је живело 1359 становника. Насеље се налази на надморској висини од 312 м.